# Holteyer Hafen

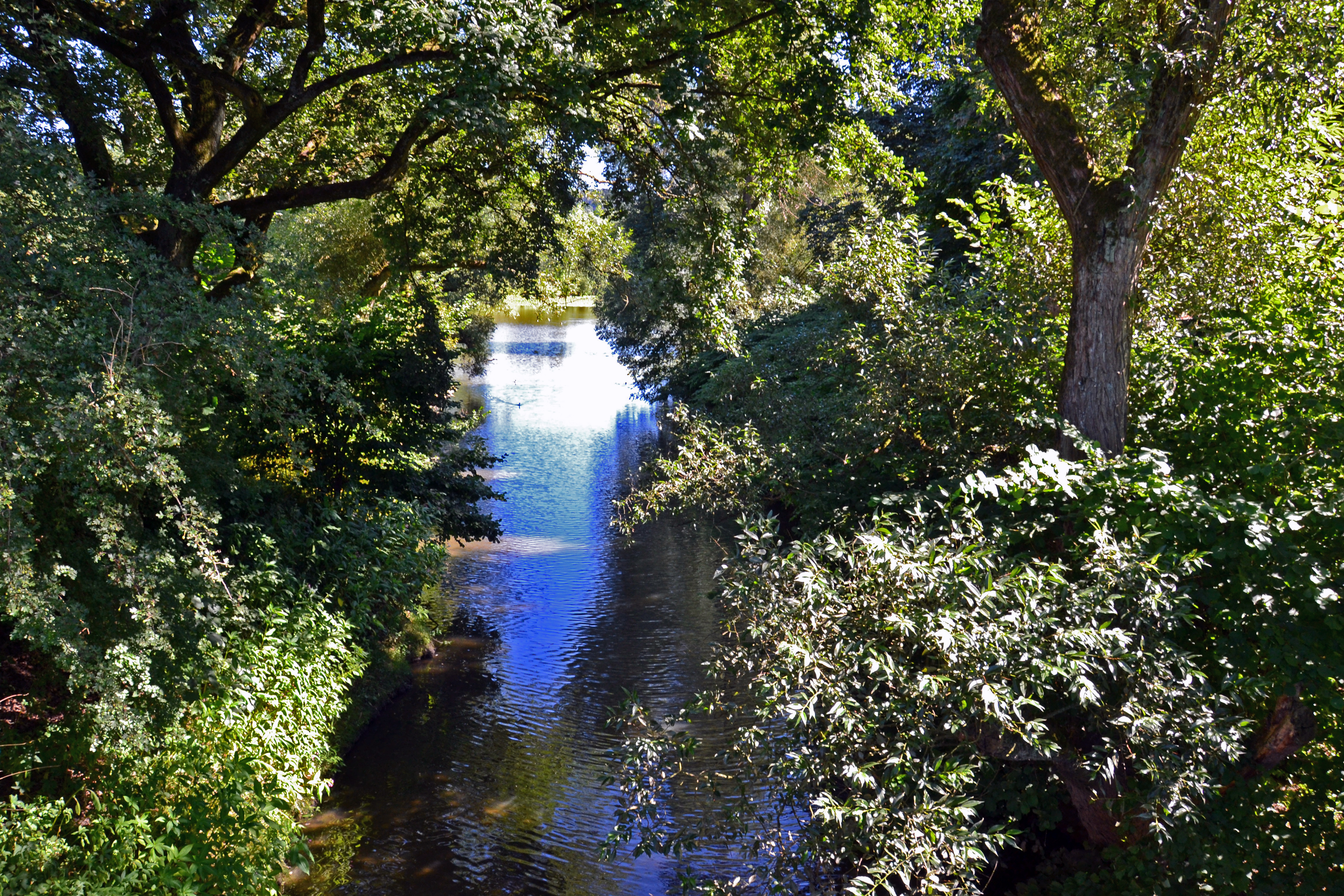
Ehemaliges Hafenbecken

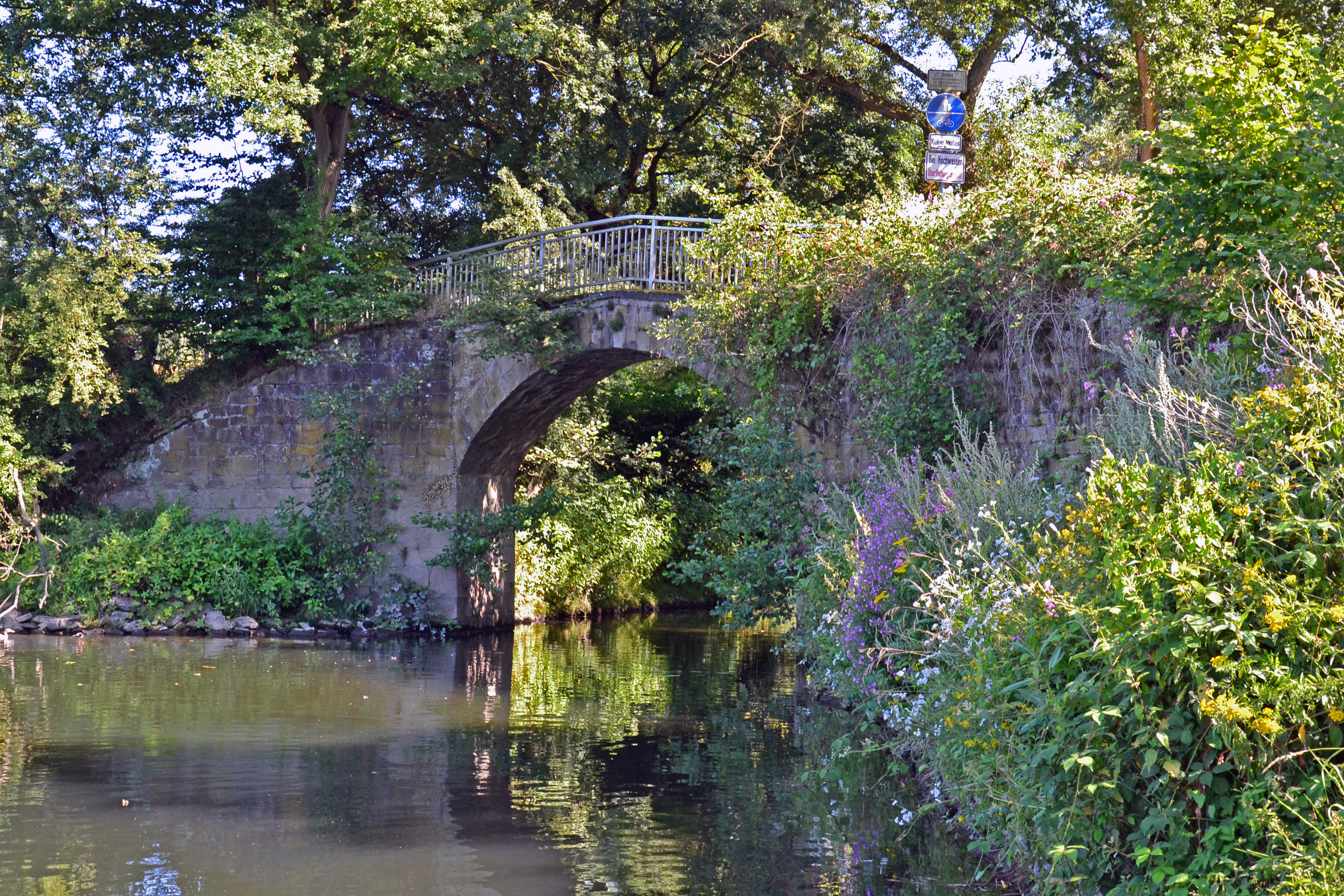
Bogenbrücke aus Ruhrsandstein an der Einfahrt in den Holteyer Hafen

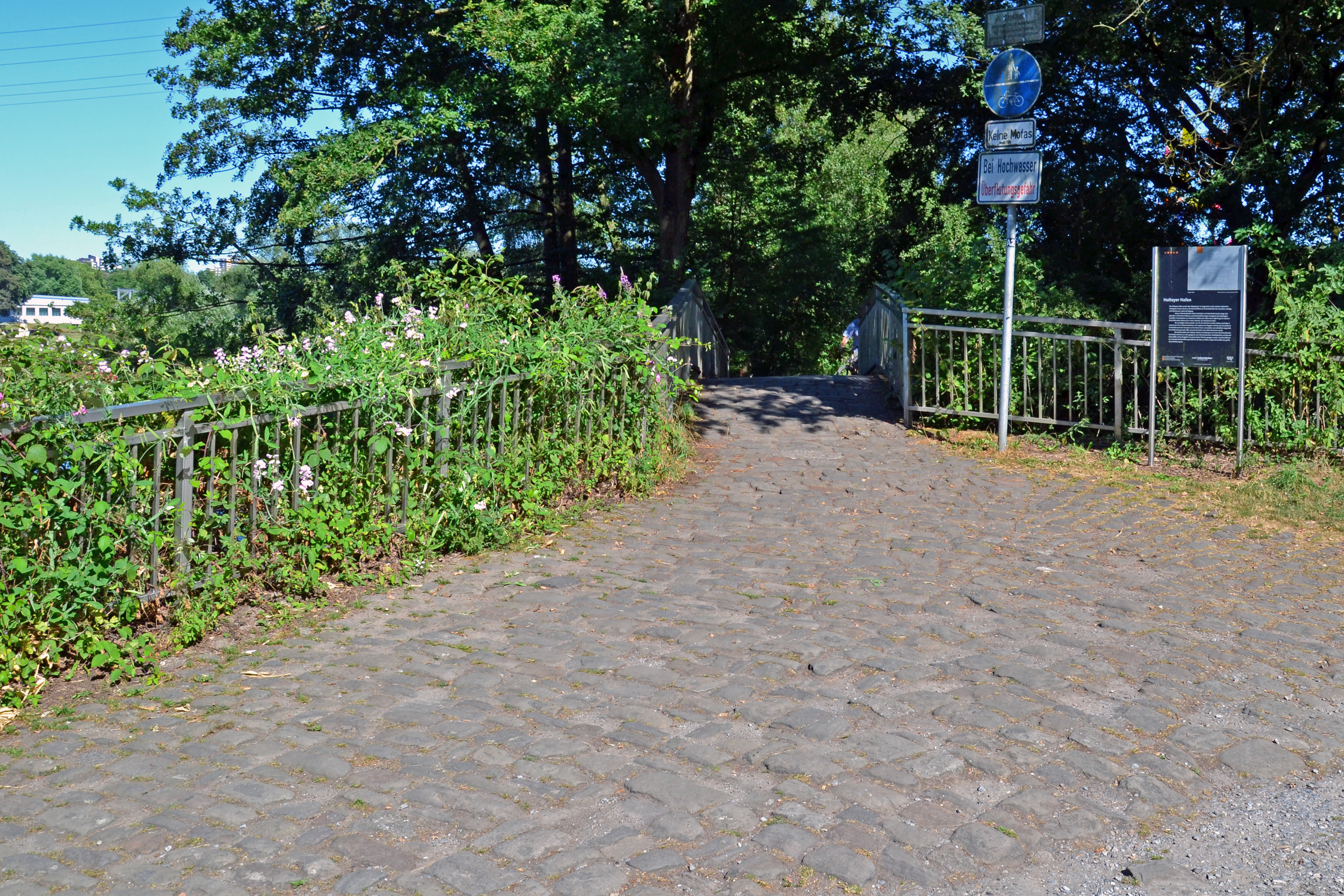
Leinpfad über die Bogenbrücke, vor der Asphaltierung Ende 2017

Der Holteyer Hafen im Essener Stadtteil Überruhr-Holthausen wurde 1837/1838 als einer der ersten echten Häfen (nicht nur als Anlegestelle) an der Ruhr erbaut und 1880 stillgelegt.
Er diente der Ruhrschifffahrt als Sicherheitshafen bei Unwettern, Niedrig- bzw. Hochwasser und bei Eisgang. Außerdem überwinterten die Kohleschiffe, die so genannten Ruhraaken, im Hafen.

## Geschichte
Namensgebend ist die ehemals in der Nähe ansässige Familie Holtey. An dem bereits um 1780 errichteten Leinpfad hatten bereits 1833 Kaufleute und Industrielle den Sicherheitshafen gefordert. Bei Baubeginn Anfang des Jahres 1837 war der aus Ruhrort georderte Dampfbagger noch nicht betriebsbereit, die Ziegelarbeiter waren bereits anderswo verpflichtet worden. Nach weiteren Problemen mit Wetter und Hochwasser wurde der Hafen schließlich Ende 1838 mit Hilfe von Fremdarbeitern aus Paderborn fertiggestellt. Ein vereidigter Hafenaufseher, der vor Ort in einem Hafenmeistereihaus mit Magazin wohnte, beaufsichtigte fortan den Hafenbetrieb. Im südlichen Bereich des Hafenbeckens gab es einen Schiffszimmerplatz. Die Hafenanlagen wurden von der Wasserbau-Insektor-Stelle des Kreises Ruhrort unterhalten.
Die nahegelegenen Zechen Mönkhoffsbank und Vereinigte Charlotte im Wichteltal waren durch eine von Pferden angetriebene Eisenbahn mit dem Hafen und einer Kohlenniederlage direkt an der Ruhr verbunden.
Ein weiterer Sicherheitshafen, der Neukircher Hafen, befand sich nahe dem damals selbständigen Werden.
Mit dem Bau der Eisenbahnen im Ruhrtal wurden die Transporte auf der Ruhr immer unrentabler und schließlich eingestellt. Der Hafen wurde bis 1880 als solcher benutzt und dann wassertechnisch sich selbst überlassen.
Der Turnerbund 1900 e. V. Überruhr baute 1929 eine alte Scheune am Hafenbecken als Turnhalle aus und errichtete 1938 ein Bootshaus. Außerdem nutzte er das Becken als Freibad.

## Heutiger Zustand, heutige Nutzung
Die Hafeneinfahrt durch die unversehrte Bruchstein-Bogenbrücke ist erhalten geblieben. Über die Brücke verläuft der alte Leinpfad mit noch teilweisem Original-Pflaster, heute als Teil des RuhrtalRadweges. Dieses etwa 240 Jahre alte Pflaster wurde Ende 2017 auf Antrag des stadteigenen Grünamtes Grün und Gruga und mit Genehmigung der  Bezirksregierung Düsseldorf mit Asphalt bedeckt. Das Hafenbecken ist noch als Wasserfläche erkennbar, jedoch existieren keine weiteren Hafenanlagen mehr. Das Hafenbecken, die Brücke und der Leinpfad stehen seit 11. Juli 1988 unter Denkmalschutz.
Heute ist im Hafen die Paddelabteilung des Vereins Turnerbund 1900 e. V. Essen-Überruhr aktiv. Die Wasserfläche wird zudem von der Stadt Essen als Angelrevier angeboten, mit den Hauptfischarten: Flussaale, Brassen, Döbel, Hechte, Karpfen und Schleien.
2007 erstellte die Stadt Essen das Projekt Holteyer Hafen/Stadtpark Überruhr und ließ dieses in den Masterplan Westliches Ruhrtal aufnehmen. Es soll das Wohnquartier Überruhr gestärkt und der Tourismus im gesamten Ruhrtal gefördert werden. Planungen sehen für die Jahre 2015 bis 2020 vor, dass der Hafen vor Versandung und übermäßigem Schilfbewuchs geschützt wird, der Stadtpark (Ludwig-Kessing-Park)  bis zum Hafen ausgedehnt und verschiedene Sichtachsen zur Wasserfläche freigestellt werden. Die Kosten werden auf 200.000 Euro geschätzt.